# Мов
Мов (фр. и окс. Mauves) — коммуна во Франции, находится в регионе Рона — Альпы. Департамент коммуны — Ардеш. Входит в состав кантона Турнон-сюр-Рон. Округ коммуны — Турнон-сюр-Рон.
Код INSEE коммуны — 07152.
Коммуна расположена приблизительно в 470 км к юго-востоку от Парижа, в 80 км южнее Лиона, в 39 км к северо-востоку от Прива, на берегу Роны.

## История
В 121 году до н. э. в окрестностях Мова состоялась битва между арвернами под руководством Битуита и римской экспедицией в составе двух армий, одной командовал консул Гней Домиций Агенобарб, другой — Квинт Фабий Максим. Битуит потерпел поражение. Он пытался договориться о мире с римлянами, но был взят в плен и увезён в Рим.

## Население
Население коммуны на 2008 год составляло 1151 человек.
| 1962 | 1968 | 1975 | 1982 | 1990 | 1999 | 2008 |
| ---- | ---- | ---- | ---- | ---- | ---- | ---- |
| 621  | 663  | 756  | 923  | 1027 | 1094 | 1151 |

## Экономика
В 2007 году среди 775 человек в трудоспособном возрасте (15—64 лет) 573 были экономически активными, 202 — неактивными (показатель активности — 73,9 %, в 1999 году было 75,9 %). Из 573 активных работали 519 человек (286 мужчин и 233 женщины), безработных было 54 (25 мужчин и 29 женщин). Среди 202 неактивных 73 человека были учениками или студентами, 73 — пенсионерами, 56 были неактивными по другим причинам.

## Города-побратимы
- Майлат (Румыния)

## Фотогалерея

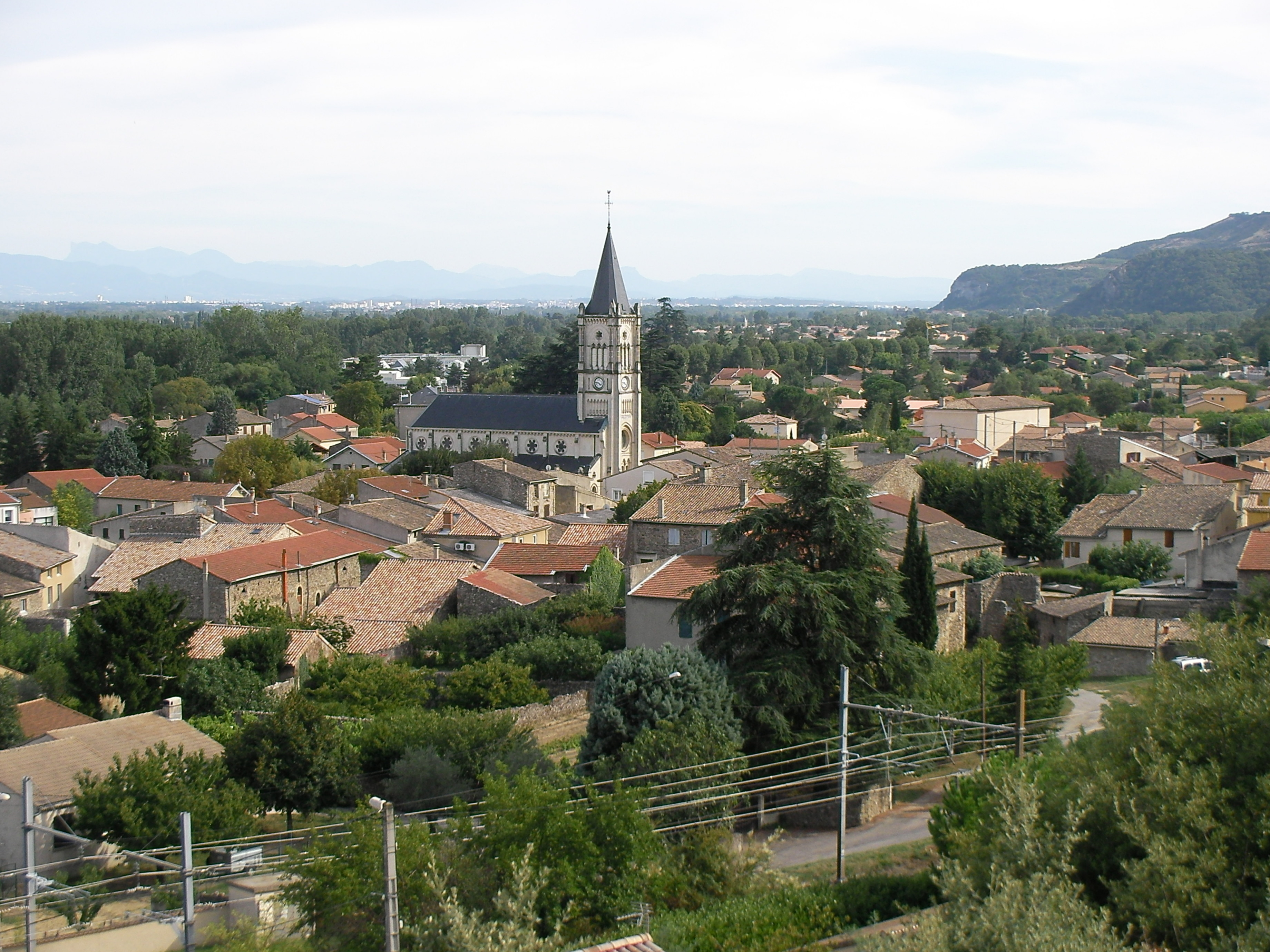
Мов
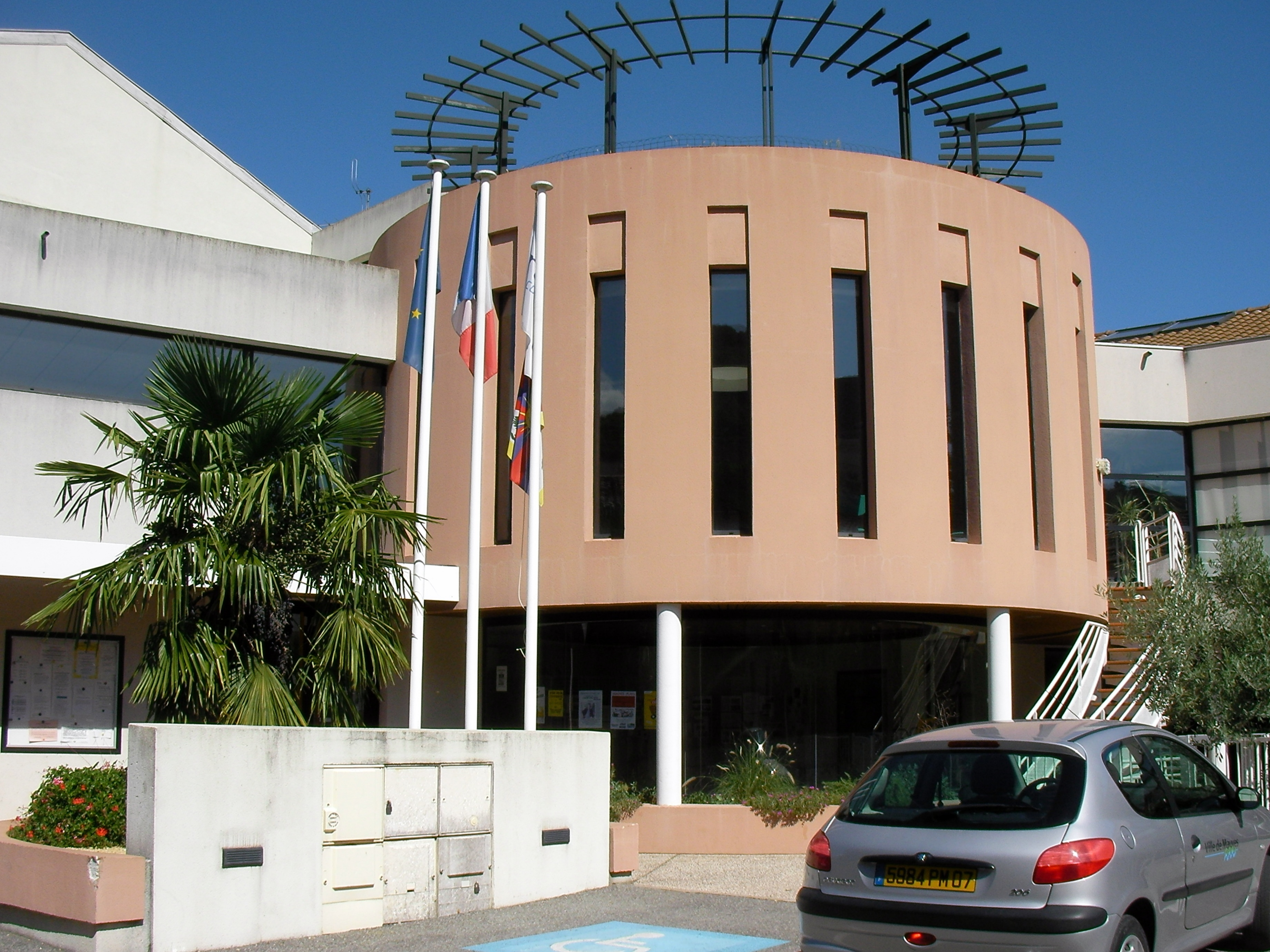
Мэрия
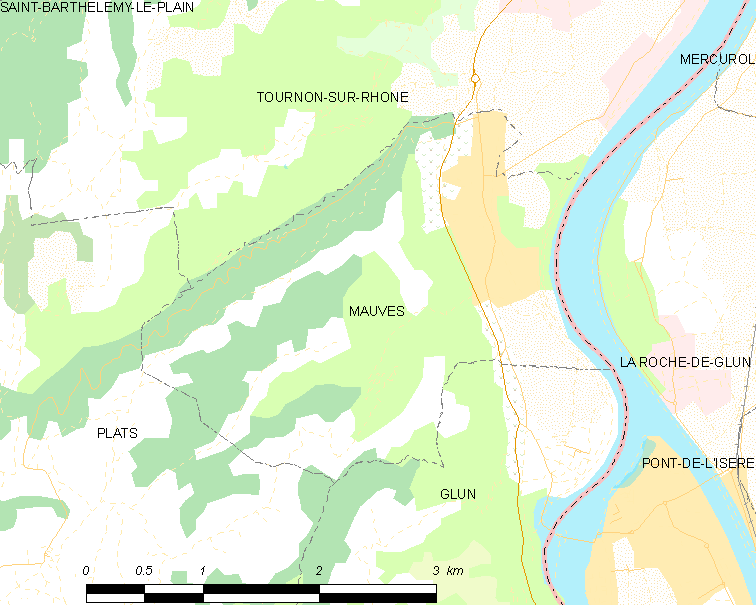
Карта коммуны